# Kerkhof van Rumes
Het Kerkhof van Rumes is een gemeentelijke begraafplaats in de Belgische gemeente Rumes (Henegouwen). Het kerkhof ligt rond de Église Saint-Pierre in het centrum van de gemeente. Aan de straatzijde wordt het kerkhof afgesloten door een bakstenen muur en een dubbel traliehek. Voor de kerk staat een gedenkteken voor de militaire en burgerlijke slachtoffers uit beide wereldoorlogen.

## Brits oorlogsgraf
Achteraan, dicht bij de noordoostelijke muur van het kerkhof ligt het graf van een Britse gesneuvelde uit de Eerste Wereldoorlog. Het graf is van J.A. Amatt, kanonnier bij de Royal Field Artillery. Hij sneuvelde op 25 oktober 1918. Zijn graf wordt onderhouden door de Commonwealth War Graves Commission en staat er geregistreerd onder Rumes Churchyard.